# Bretteville-le-Rabet
Bretteville-le-Rabet è un comune francese di 262 abitanti situato nel dipartimento del Calvados nella regione della Normandia.

## Società

### Evoluzione demografica
Abitanti censiti